# داون تاون (مسلسل)

## قصة العمل
تدور احداث المسلسل حول الشاب السوري (نوح) ينجبر للهرب إلى لبنان حيث اخيه الذي يلعب قتال حر وينجر هو كذلك الي هذه اللعبة لينتقم لأخيه الذي قتل وهو يحاول منعه من هذه اللعبة  وكثيرر من الاحداث الشيقة تتوالى بين

## الممثلون
- سامر إسماعيل
- ستيفاني صليبة
- عبدالمنعم عمايري
- امل بشوشة
- سارة أبي كنعان
- وفاء موصللي
- محمد عقيل
- ميا سعيد
- وسام صليبا
- محمد حمادة

## تفاصيل أكثر
إخراج: زهير قنوع
تأليف: كلود أبو حيدر
محمود إدريس (سيناريو وحوار)
بلد الإنتاج: لبنان